# Hexatoma (Eriocera) pullatipes
Hexatoma (Eriocera) pullatipes is een tweevleugelige uit de familie steltmuggen (Limoniidae). De soort komt voor in het Neotropisch gebied.